# Đại Sơn, Văn Yên
Đại Sơn là một xã thuộc huyện Văn Yên, tỉnh Yên Bái, Việt Nam.

## Địa lý
Xã Đại Sơn nằm ở phía nam huyện Văn Yên, có vị trí địa lý:
- Phía đông giáp các xã An Thịnh, Đại Phác, Yên Phú
- Phía tây giáp xã Phong Dụ Thượng
- Phía nam giáp các xã Nà Hẩu, Mỏ Vàng, Viễn Sơn
- Phía bắc giáp xã Tân Hợp và xã Xuân Tầm.

Xã Đại Sơn có diện tích 81,15 km², dân số năm 2019 là 3.359 người, mật độ dân số đạt 41 người/km².

## Lịch sử
Trước đây, Đại Sơn là một xã thuộc huyện Trấn Yên.
Ngày 16 tháng 12 năm 1964, Chính phủ ban hành Quyết định số 177-CP, điều chỉnh xã Đại Sơn thuộc huyện Trấn Yên về huyện Văn Yên mới thành lập.
Ngày 2 tháng 3 năm 1973, Bộ trưởng Phủ Thủ tướng ra Quyết định số 12-BT, về việc:
- Giải thể xã Xuân Lợi
- Sáp nhập một phần của xã Xuân Lợi vào xã Đại Sơn.